# 佳景山駅
佳景山駅（かけやまえき）は、宮城県石巻市鹿又字欠山（かけやま）にある、東日本旅客鉄道（JR東日本）石巻線の駅である。

## 歴史
- 1912年（大正元年）10月28日：仙北軽便鉄道の駅として開業[2]。
- 1919年（大正8年）4月1日：仙北軽便鉄道が国鉄（当時は鉄道院）に買収され、仙北軽便線の駅となる[3]。
- 1922年（大正11年）9月2日：路線名変更で石巻線の駅となる。
- 1948年（昭和23年）4月15日：小手荷物の取り扱いを開始[4]。
- 1982年（昭和57年）6月7日：荷物の扱いを廃止[5]。無人化[6]。
- 1987年（昭和62年）4月1日：国鉄分割民営化により、東日本旅客鉄道（JR東日本）の駅となる[3]。
- 2024年（令和6年）10月1日：えきねっとQチケのサービスを開始[1][7]。

## 駅構造
単式ホーム1面1線を有する地上駅である。小牛田統括センター（小牛田駅）管理の無人駅である。
簡易自動券売機が設置されていたが撤去され、乗車駅証明書発行機（自動精算機対応）が設置されている。

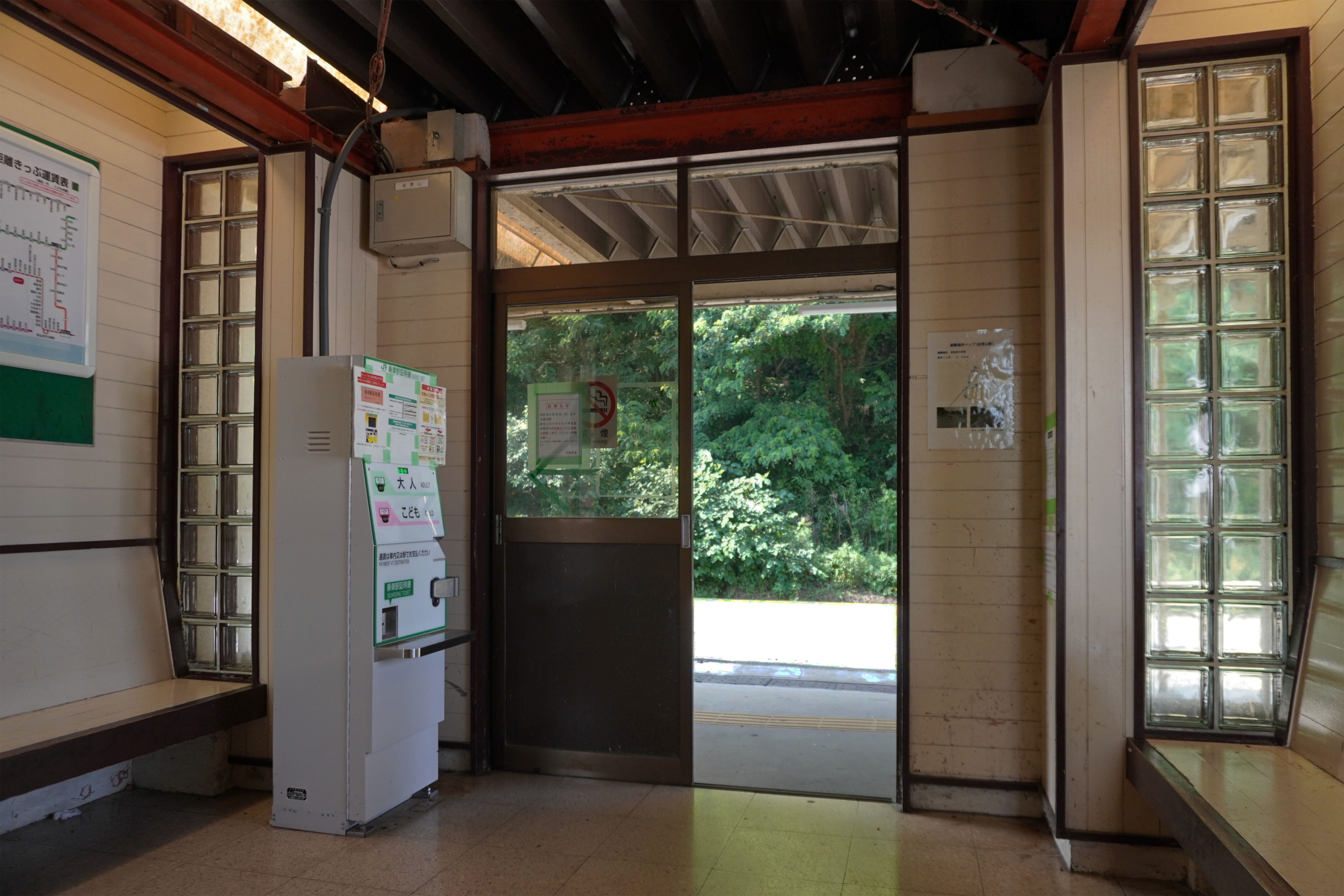
駅舎内（2023年7月）
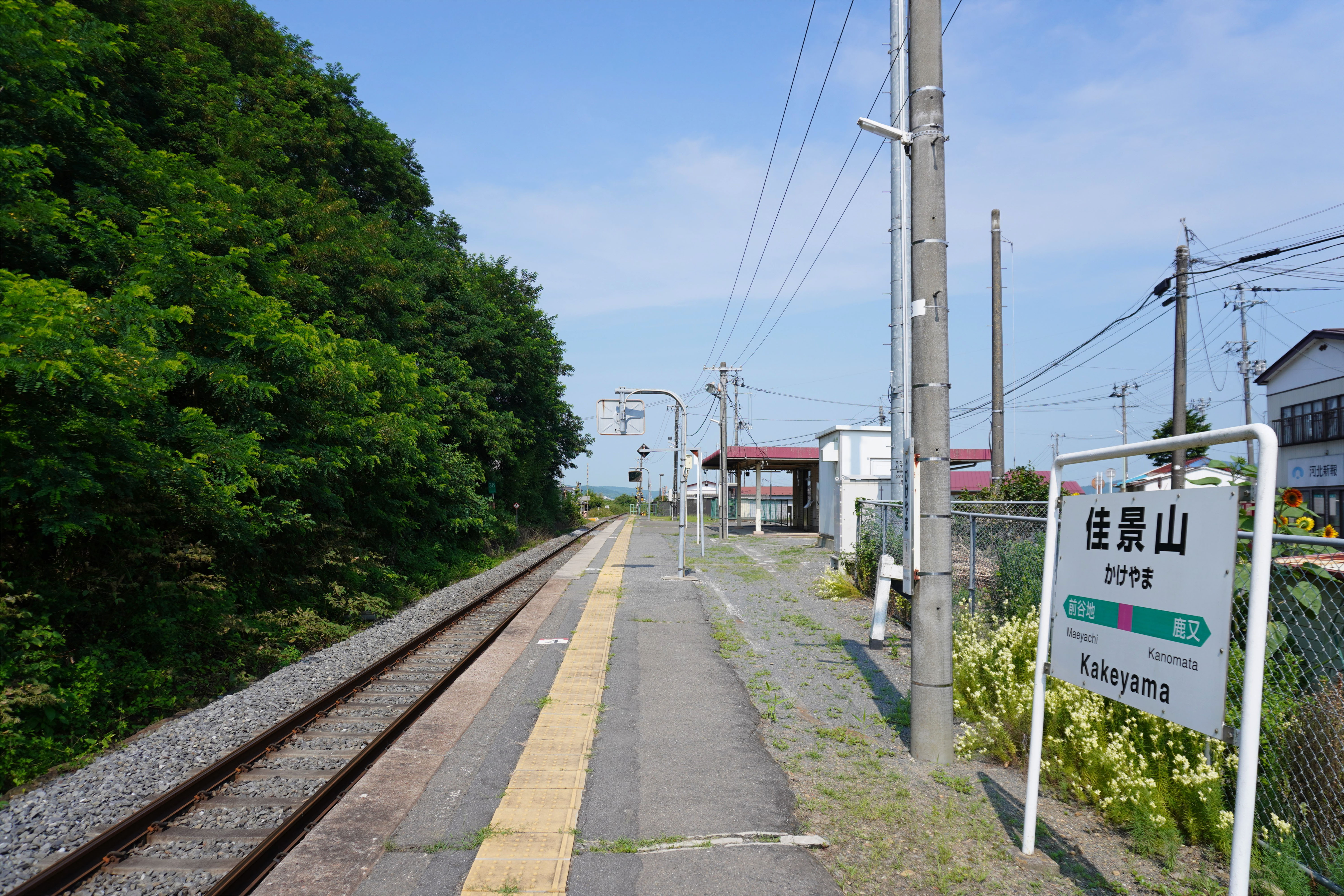
ホーム（2023年7月）

## 駅周辺
駅前にタクシー会社1軒、駅から少し離れた所にコンビニエンスストアがある。
佳景山駅の南には駅名の由来である欠山という標高92メートルの山がある。この山の北側が地滑りで崩落したために、欠山と呼ばれるようになったと言われる。江戸時代の寛政年間（1789年から1801年）に、故あってこの地に預けられた、鹽竈神社の神職で国学者でもある藤塚知明（藤塚式部）が、欠山に佳景山の字を当てた。大正時代にこの地に駅ができると、佳景山は駅名に採用されて、この地域の通称として広まった。
- 石巻市立河南東中学校
- 河南農村環境改善センター
- 河南カントリーエレベーター
- 宮城県道257号河南登米線[2]

## 隣の駅
東日本旅客鉄道（JR東日本）
■石巻線
前谷地駅 - 佳景山駅 - 鹿又駅